# 小行星10455
小行星10455（10455 Donnison）是一颗绕太阳运转的小行星，为主小行星带小行星。该小行星于1978年7月9日发现。

## 轨道参数
小行星10455的轨道半长轴为2.3608472 UA，离心率为0.221。